# Liste von Bergen und Erhebungen im Schwarzwald

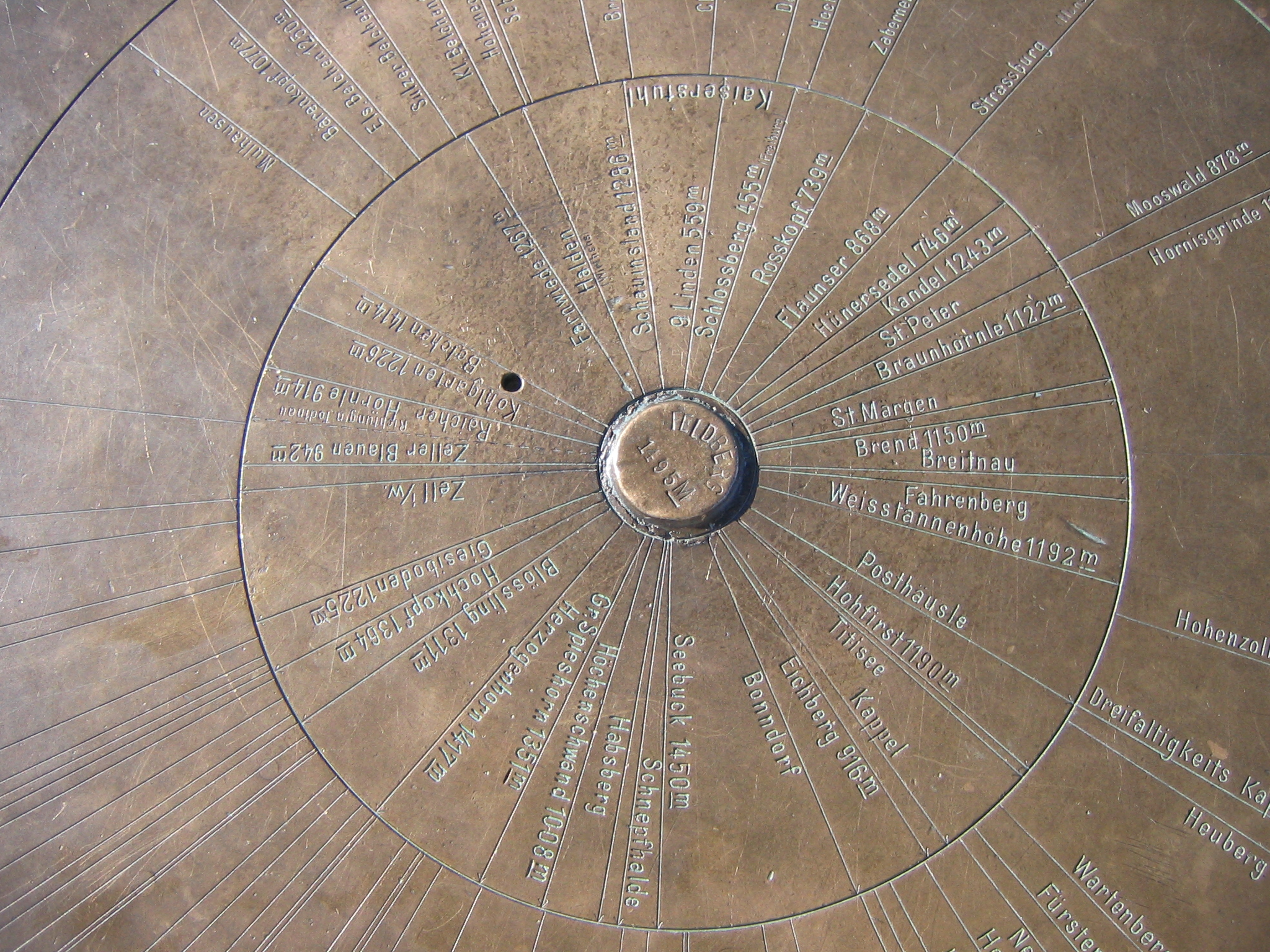
Diese Scheibe befindet sich auf dem Gipfel des Feldbergs. Sie zeigt die Berge und Orte der Umgebung, die man (je nach Wetterlage) sehen kann.

Diese Liste enthält eine Auswahl der Berge des Schwarzwalds, nach ihrer Höhe geordnet (wenn nicht anders angegeben laut BfN) in Meter (m) über Normalhöhennull (NHN).

## Über 1.400 m
- Feldberg (1.493 m),[2] höchster Gipfel aller deutschen Mittelgebirge

- Baldenweger Buck (1.460,5 m), nördlicher Nebengipfel des Feldbergs
- Seebuck (1.449,3 m), südöstlicher Nebengipfel des Feldbergs

- Herzogenhorn (1.415,6 m), südlich des Feldbergs
- Belchen (1.414,2 m), südwestlich des Feldbergs

## Über 1.300 m
- Stübenwasen (1.388,8 m), zwischen Feldberg und Notschrei
- Grafenmatt (1.376,5 m), zwischen Feldberg und Herzogenhorn
- Immisberg (1.373,0 m), nordwestlicher Nebengipfel bzw. Schulter des Feldbergs
- Silberberg (1.358,9 m), zwischen Todtnau-Brandenberg und Herzogenhorn
- Spießhorn (1.350,8 m), zwischen Bernau-Hof und Menzenschwand[4]
- Kleines Spießhorn (1.348 m), 0,6 km südsüdwestlich des Spießhorns[4]
- Toter Mann (1.321,7 m), zwischen Feldberg und Oberried
- Köpfle (Feldberger Hof) (1.321,1 m), beim Feldberger Hof
- Bärhalde (1.318,7), zwischen Neuglashütten und Menzenschwand
- Schläglebachkopf (1.315,7), etwa 750 m westsüdwestlich der Grafenmatt, auf der Grenze zwischen Feldberg und Todtnau[5]
- Blößling (1.309,5 m),[6] südwestlich von Bernau
- Hochkopf (1.309,5 m), zwischen Neuglashütten und Feldberg an der Bundesstraße 317, nicht zu verwechseln mit dem Hochkopf bei Todtmoos
- Schweizerwald (1.305,7 m), 3 km nördlich vom Seebuck

## Über 1.200 m
- Schnepfhalde (1.299,7 m),[7] zwischen Schluchsee und Menzenschwand
- Schweinekopf (1.285,1 m), westlich des Blößling
- Schauinsland (1.283,9 m), Hausberg von Freiburg im Breisgau
- Trubelsmattkopf (1.281,8 m), zwischen Notschrei, Muggenbrunn und Wiedener Eck
- Silberfelsen (1.280,4 m), 1 km östlich von Menzenschwand-Hinterdorf[8]
- Wiesenwaldkopf, auch Wieswaldkopf, (1.277,8 m), zwischen Feldberg und Hinterzarten, etwa 750 m südwestlich des Hanselmichelehofs[9]
- Oberer Habsberg (1.275,2 m), westlich des Schluchsees (oft falsch als Hubsberg geschrieben; weitere Kuppen auf 1.263 m und 1.253 m)

- Unterer Habsberg (1.204 m)

- Heidstein (1.275,0 m), zwischen Belchen und Wiedener Eck
- Kapellenkopf (1.273,3 m), zwischen Schluchsee-Aha und Menzenschwand-Hinterdorf
- Hohe Kelch (1.264,1 m), westlicher Nebengipfel des Belchen[10]
- Haldenköpfle (1.266,3 m), zwischen Schauinsland und Notschrei
- Hirschkopf (1264,5 m), 2,4 km östlich des Notschreis[11]
- Hochkopf (1.263,5 m), zwischen Todtmoos und Präg, nicht zu verwechseln mit dem Hochkopf beim Feldberg
- Hochfahrn (1.263,3 m), zwischen Feldberg und Oberried
- Schmaleck (1.261,2 m), zwischen St. Wilhelm und Feldberg
- Neustützkopf (1.257,5 m), 1,5 km östlich des Notschreis, Gemeinde Todtnau[12]
- Spitzenberg (1.255,7 m), 1,8 km nordnordwestlich von Innerlehen (Gemeinde Bernau im Schwarzwald)[13]
- Lachenwasen (1.247,7 m), 0,9 km nördlich von Rütte, Gemeinde Todtnau[14]
- Rübgartenkopf (1.246,2 m), 0,7 km westlich von Aitern-Obermulten[15]
- Brenntkopf (Gisiboden) (1.245,4 m), zwischen Todtnau und Bernau
- Hohe Zinken (1.243,8 m), südwestlich von Bernau
- Ahornkopf (1.243 m),[16] zwischen Notschrei und St. Wilhelm
- Kandel (1.241,3 m), zwischen St. Peter und dem Elztal
- Rollspitz (1.239,6 m), 0,9 km südsüdwestlich von Aitern-Oberrollsbach[17]
- Köpfle (Todtnau) (1.234,9 m), nordwestlich von Todtnau-Muggenbrunn
- Horn (1.231,0 m), westlich von Todtnauberg
- Köhlgarten (1.230,0 m), zwischen Belchen und Blauen
- Rabenstock (1.225,1 m), 1 km südöstlich von Bernau-Dorf[18]
- Horneck (1.222,1 m), zwischen Hinterzarten und Oberried
- Farnberg (1.217,8 m), zwischen Todtmoos-Rütte und St. Blasien
- Bötzberg (1.215,8 m), zwischen Schluchsee und St. Blasien
- Sengalenkopf (1.210,4 m), 2 km östlich von Todtnau-Gschwend
- Bankgallihöhe (1.210 m),[16] zwischen Hinterzarten und Oberried
- Windeck (1.208,7 m), südwestlich von Hinterzarten
- Hochgescheid (1.203,3 m), 1,2 km nordwestlich von Herrenschwand

## Über 1.100 m
- Hinterwaldkopf (1.199,2 m), zwischen Oberried und Hinterzarten
- Hochfirst (1.196,9 m), 3 km östlich vom Titisee
- Weißtannenhöhe (1.190,5 m), 5 km nördlich vom Titisee
- Hörnle (1.188,9 m), 0,4 km nördlich von Jetztenwald, Gemeinde Münstertal/Schwarzwald[19]
- Obereck (1.178,2 m), nordöstlich des Simonswälder Tals (in der älteren TK war die 1180-m-Höhenlinie eingezeichnet)
- Rohrenkopf (1.172,7 m), nördlich von Gersbach
- Farnberg-Plateau (im Griesbacher Eck 1.172,3 m) östlich der Obereck
- Dachsbühl (1.171 m), bei der Erlenbacher Hütte
- Oren, (1.168,4), 4 km südsüdöstlich von Todtmoos[20]
- Blauen (auch Hochblauen; 1.165,4 m), südöstlich von Badenweiler
- Hornisgrinde (1.164,4 m), (höchster Berg des nördlichen Schwarzwaldes)
- Kaiserberg (1.157,4 m), im Bernauer Ortsteil Riggenbach
- Roteck (1.156,1 m), 1 km nordwestlich von Hinterwaldkopf
- Hasenhorn (1.155,8 m), 1 km südöstlich von Todtnau
- Rosseck (1.154,6 m), 7 km nordwestlich von Furtwangen
- Rohrhardsberg (1.153,2 m), zwischen Elzach und Furtwangen
- Herrenschwander Kopf (1.152,1 m), 5 km südöstlich von Schönau
- Brend (1.149,3 m), 5 km nordwestlich von Furtwangen
- Hasbacher Höhe (1.149,3 m), 2 km westlich von Todtnau[21]
- Steinbühl (1148,9 m), 2,5 km westlich von Todtmoos[22]
- Hohe Muttlen (1.147,6), 6 km östlich von Mambach[23]
- Ibichkopf (1.145,4 m), 3 km Nebengipfel des Obereck
- Weiherkopf (1.143,5 m), 1 km westlich von Hinterheubronn
- Steinberg (1.140,6 m), 2 km nordöstlich von Waldau
- Staldenkopf (1.140,3 m), 1,5 km südlich von Todtnau-Gschwend
- Spechtsboden (1138,8 m), 1 km westlich von Brandenberg[24]
- Steinbühl (1.139,6 m),[25] 1 km nordwestlich von Oberschwärzenbach
- Braunhörnle (1.134,0 m), 5 km nordöstlich von Simonswald
- Wannenkopf (1.130,1 m), 3 km nordöstlich von Häg
- Bossenbühl (1.127,0 m), 2 km östlich von Waldau
- Knöpflesbrunnen (1.124 m),[26] 2 km westlich von Todtnau
- Stuhlskopf (1.122,9 m), 1,1 km nördlich von Mittelheubronn (Gemeinde Kleines Wiesental)[27]
- Breitnauer Kopf (1.121,5 m), 4 km östlich von Untermünstertal[28]
- Roßberg (1.120,9 m), 500 m nördlich von Breitnau
- Hornkopf (1.120,8 m), 2 km südlich von Simonswald
- Eckle (1.115,4 m), zwischen Hinterzarten und Feldberg-Bärental
- Sirnitz (1.114,4 m), 7 km östlich von Badenweiler
- Hohwart (1.113.6),[25] 2,5 km nordwestlich von Breitnau
- Kohlwasen (1.112,3 m),[25] ca. 4 km südlich von Furtwangen
- Dietenschwander Kopf (1.100,9 m), 2,7 km nordnordöstlich von Gersbach[29]

## Über 1.000 m
- Kuhkopf (1.093,6), 3,5 km nördlich von St. Blasien[30]
- Altsteigerskopf (1.092,3 m), 4 km südöstlich der Hornisgrinde
- Hoheneckle (1.090 m), 1 km südwestlich von Bernau-Lunzismühle
- Geißkopf (1.085,5 m), Nebengipfel des Altsteigerskopfes
- Tafelbühl (1.084 m), 3 km westlich des Rohrhardsbergs
- Hundsrücken (1.080,8 m), nordöstlich der Hornisgrinde
- Ecklekopf (1.079 m), 1,7 km westlich des Ortsteils Poche, Gemeinde Bernau im Schwarzwald
- Die Rauh (1.079 m), zwischen Jostal und Unterlangenordnach, Stadt Titisee-Neustadt
- Zeller Blauen (heute seltener Hochblauen; 1.077,0 m), 3 km nördlich von Zell i. W.
- Sommerberg (1.076,2 m), 3 km südöstlich von Furtwangen
- Hohspirn (1.076,0 m), zwischen Falkau und Lenzkirch-Raitenbuch
- Steiertenkopf (1.075,3 m), zwischen Feldberg und Hinterzarten
- Schultiskopf (1.075,2 m), 3 km östlich von Altsimonswald
- Schattann (1.070,8 m), 2,5 km westlich von Bürchau
- Stöcklewald (1.069,2 m), 5 km südlich von Triberg
- Gscheidkopf (1.064,3 m), 2,6 km östlich von Wembach
- Schwarzkopf (1.057,9 m), südöstlich der Hornisgrinde
- Hirschkopf (1057 m), 1,3 km östlich von Elbenschwand[31]
- Vogelskopf (1.056,2 m), 5 km südlich der Hornisgrinde
- Schliffkopf (1.055,8 m), an der Schwarzwaldhochstraße
- Ahornkopf (1.055,6 m), 1,5 km westlich von St. Blasien
- Seekopf (1.054,9 m), oberhalb von Seebach (Baden), vier Kilometer südöstlich der Hornisgrinde
- Hoher Ochsenkopf (1.054,1 m), 6,5 km nordöstlich der Hornisgrinde, höchster Berg im Landkreis Rastatt
- Bosberg (1.052,8 m), östlich von Furtwangen im Schwarzwald
- Kesselberg (1.052,0 m),[25] 3 km südwestlich von Vöhrenbach
- Rappeneck (1.047,0 m),[25] 3,5 km nordwestlich von Vöhrenbach
- Geißberg (1.046,4 m), 3 km nordöstlich des Rohrhardsbergs, nahe Schonach
- Gschasikopf (1.046,3 m), 6 km nördlich des Rohrhardsbergs
- Sackköpfle (1.043,6 m), 4,5 km südöstlich von Todtmoos[32]
- Otten (1.041 m),[16] zwischen Buchenbach und Breitnau
- Hochkopf  (1.038,5 m), nördlich der Hornisgrinde
- Geißköpfle (1.036,3 m), 1 km nördlich von Todtnau[33]
- Honeck (1.035,9 m), an der Westgrenzen des Fröhnder Gemeindegebiets[34][35]
- Bubshorn (1.032,9 m), Fröhnd/Pfaffenberg
- Hörnle (1.032,7 m), 1 km südöstlich von Rohrberg, Gemeinde Häg-Ehrsberg[36]
- Kesselberg (1.025,5 m), westlich von Oberkirnach (St. Georgen)
- Melkereikopf (1024,2 m), östlich von Ottenhöfen im Schwarzwald
- Honeck (1.022,7 m), östlich Bürchau
- Scheuerkopf (1.015,2 m), 1 km westlich von Schwarzenbach, Gemeinde Todtmoos[37]
- Pfälzer Kopf (1.014,0 m), 6 km südöstlich der Hornisgrinde
- Rappeneck (1.010,4 m), westlich von Oberried
- Mehliskopf (1.008,0 m), oberhalb der Schwarzwaldhochstraße
- Schlegelberg (1.005 m), nördlich von Vöhrenbach
- Muhrkopf (auch Murkopf; 1.004,0 m),[38] 2 km nördlich der Hornisgrinde
- Riesenköpfle (1.002,4 m), 7,5 km südöstlich der Hornisgrinde
- Badener Höhe (1.002,2 m), bei Baden-Baden
- Seekopf (1.001,8 m), östlich der Badener Höhe und zehn Kilometer nordöstlich der Hornisgrinde

## Bis 1.000 m
- Mühleberg (997,4 m), Hausberg von Vöhrenbach
- Schneckenkopf (995,8 m), 1,8 km östlich von Wembach[39]
- Auf dem Köpfle (992,0), 0,8 km südöstlich von Ehrsberg[40]
- Streitmannsköpfe (989,6), 3 km westlich von Forbach[41]
- Hohe Möhr (988,8 m), bei Schopfheim und Zell im Wiesental
- Hohloh (988,8 m), bei Gernsbach-Kaltenbronn
- Kresselberg (985 m), zwischen Utzenfeld und Schlechtnau, etwa 700 m westlich des Todtnauer Wohnplatzes Kressel[42][43]
- Kniebis (970,8 m), bei Freudenstadt
- Hoher Draberg (970,4 m), 3 km nordöstlich von Forbach, Standort des Senders Murgtal[44]
- Rütteköpfle, (968,2), 1 km westlich von Glashütte, Gemeinde Todtmoos[45]
- Lettstädter Höhe (966,7 m), südwestlich vom Kniebis
- Hochwälder Höhe (965,1 m),[25] 3,5 km nordwestlich von St. Georgen
- Großer Hundskopf (948,1 m) zwischen Bad Peterstal-Griesbach und Bad Rippoldsau-Schapbach
- Brandenkopf (945,9 m), 6 km östlich von Zell am Harmersbach[46]
- Kaibenkopf (940,1 m), 0,7 km südsüdwestlich von Rammersbach (Gemeinde Münstertal/Schwarzwald)[47]
- Hirschkopf (925,1 m), 2,4 km nordwestlich von Enzklösterle[48]
- Rechberg (914,3 m), westlich von Sattelgrund, Gemeinde Münstertal/Schwarzwald[49]
- Teufelsmühle (908,3 m), östlich von Gernsbach bei Loffenau
- Hörnleberg (906,2 m)
- Reiherskopf (898 m), 4 km südöstlich von Oberharmersbach[50]
- Dreispitz (889,5 m), 2 km östlich von Badenweiler-Schweighof[51]
- Schlossberg (887,6 m), 1 km nördlich von Münsterhalden, Gemeinde Münstertal/Schwarzwald[52]
- Regeleskopf (887,3 m), 3,5 km südöstlich von Oberharmersbach[53]
- Mooswaldkopf (879,7 m), bei Lauterbach in der Raumschaft Schramberg
- Mooskopf (876,9 m), höchster Punkt von Gengenbach
- Omerskopf (875,9 m), östlich von Lauf
- Braunberg (873,4), ca. 2 km nördlich von Bad Peterstal
- Flaunser (866 m), zwischen Stegen und Glottertal
- Langeck (862 m), westlich von St. Peter (Hochschwarzwald)
- Lindenberg (814 m),[54] 1,7 km südwestlich von St. Peter (Hochschwarzwald)
- Streichenkopf (806,3 m), 0,9 km westlich des Klosters St. Trudpert, Münstertal/Schwarzwald[55]
- Rümmelesbühl (774,4 m), 850 m südöstlich von Gresgen[56]
- Sulgener Berg (763,5 m), bei Sulgen (Schramberg)
- Hirschkopf (763 m), 700 m südsüdöstlich von Allerheiligen[57]
- Hünersedel (744,3 m), Mittlerer Schwarzwald, bei Schuttertal und Freiamt
- Roßkopf (737 m), bei Freiburg im Breisgau
- Tannenbühl (727,7 m), 1,4 km westlich des Stadtteils Liebeck von Zell im Wiesental
- Kappelberg (727 m), 1 km östlich von Bad Wildbad[58]
- Becherkopf (726 m), 3,5 km südöstlich von Bad Wildbad[59]
- Meisternkopf (714 m), 1 km östlich von Bad Wildbad[60]
- Bernstein (693,5 m), Hausberg von Gaggenau
- Brandeckkopf (685,8 m), Hausberg von Zell-Weierbach, Offenburg
- Staufenkopf (680,4 m), 600 m südwestlich von Rinkenbach, Gemeinde Schenkenzell[61]
- Merkur (669,0 m), Hausberg von Baden-Baden
- Egenhäuser Kapf (627,4 m), bei Egenhausen
- Mahlberg (611,5 m), bei Gaggenau, höchster Punkt im Landkreis Karlsruhe
- Steinfirst (Gengenbach) (600,0 m), Mittlerer Schwarzwald
- Iberst (586,6 m), südsüdwestlich von Baden-Baden
- Battert (568,6 m), bei Baden-Baden, mit dem bekannten Klettergebiet Battertfelsen
- Täfelberg (565,2 m), bei Althengstett am Ostrand des Nordschwarzwalds
- Fremersberg (525,1 m), westlich von Baden-Baden
- Yberg (520,1 m), südwestlich von Baden-Baden mit der Ruine Yburg
- Schindlenbühl (486 m), mit Aussichtsturm Windkraft, östlich vom Ettenheim
- Hardberg (374,7 m), westlich von Baden-Baden
- Geißkopf (359,4 m), im vorderen Kinzigtal bei Berghaupten
- Hornberg (356,9 m), Bergrücken zwischen Emmendingen-Kollmarsreute und Sexau
- Wattkopf (338,2 m), bei Ettlingen  am Westrand des Nordschwarzwalds